# Юбер Дамиш
Юбѐр Дамѝш (на френски: Hubert Damisch) е френски изкуствовед и философ.

## Биография
Роден е на 28 април 1928 г. в Париж. Получава висше образование в Сорбоната, където слуша курсове на Мерло Понти и по-късно на Пиер Франкастел. Защитава докторат в Университета „Париж-Нантер“. През 1977 г., във Висшето училище по обществени науки (EHESS) създава Център по История и теория на Изкуството, като преподава там до 1996 г.Работи главно в областта на естетиката и теорията и историята на изкуството. Изследванията му по-късно стават самостоятелен предмет на разглеждане
Юбер Дамиш умира на 14 декември 2017 г. в Париж.